# Behar Ferizi
Behar Ferizi, född 23 januari 1993, är en svensk fotbollsspelare (anfallare) som spelar för Bosna IF Gislaved. 

## Karriär
Ferizi debuterade för IFK Värnamo i Superettan med fyra mål på 21 matcher under 2012. Han lånades ut av Värnamo till Östers IF under säsongen 2013 efter att ha fått begränsat med speltid. Ferizi lämnade Värnamo i samband med att hans kontrakt gick ut i mars 2015.
I augusti 2015 värvades Ferizi av division 3-klubben Snöstorp Nyhem. Under sin korta sejour i klubben gjorde han sex mål på fem matcher, varav ett hattrick den 19 september 2015 i en 5–2-vinst över Råslätts SK.
I mars 2016 gick Ferizi till Gnosjö IF, där han återförenades med sin äldre bror, Bujar Ferizi. Den 2 juli 2016 gjorde Ferizi ett hattrick i en 3–1-vinst över Götene IF. Ferizi gjorde under säsongen 2016 i Gnosjö 15 mål på 18 spelade matcher. Säsongen 2017 blev Ferizi skytteligavinnare med 22 gjorda mål i Division 3 Mellersta Götaland. Säsongen 2018 blev Ferizi delad trea i skytteligan med sina 20 mål i Division 3 Sydvästra Götaland.
I februari 2019 blev det klart att Ferizi återvände till division 1-klubben IFK Värnamo. I december 2019 gick han till division 3-klubben Anderstorps IF. I februari 2021 gick Ferizi till division 5-klubben FC Dardania, där han återförenades med sin äldre bror Bujar. Inför säsongen 2024 valde Ferizi att skriva på för FC Gislaved. I april 2025 blev det klart att han skulle spela i division 5-klubben Bosna IF Gislaved.